# Aeropuerto de Siuna
Aeropuerto de Siuna ligger i Siuna, i norra Nicaragua, i centrum av staden. Flygplatsen har ingen reguljär flygtrafik (2023).